# Santa Llúcia de Claverol
Santa Llúcia de Claverol és una ermita prop del poble de Claverol, pertanyent al terme municipal de Conca de Dalt, a la comarca del Pallars Jussà. Fins al 1969 formava part del terme municipal de Claverol. Les restes d'aquesta ermita són al sud de Claverol, al peu del Camí Vell. És un edifici petit, d'una sola nau sense absis aparent. És, molt probablement, d'època moderna, i no té cap detall que la faci arquitectònicament particular.